# Роман Готфрид
Роман Готфрид (пол. Roman Gotfryd; 10 січня 1951) — польський боксер, призер чемпіонатів світу та Європи серед аматорів.

## Аматорська кар'єра
На чемпіонаті Європи 1971, виступаючи в категорії до 54 кг, програв у другому бою.
На чемпіонатах Європи 1973 і 1975, виступаючи вже в категорії до 57 кг, програв в другому бою.
На чемпіонаті Європи 1977 завоював срібну медаль.
- В 1/8 фіналу переміг Віктора Тейшейру (Португалія) — AB 2
- У чвертьфіналі переміг Тібора Стойку (Чехословаччина) — 5-0
- У півфіналі переміг Тіті Тудора (Румунія) — 3-2
- У фіналі програв Ріхарду Новаковському (НДР) — 0-5

На чемпіонаті світу 1978 завоював бронзову медаль.
- У 1/8 фіналу переміг Абдулкаріма Гаруна (Нігерія) — 3-2
- У чвертьфіналі переміг Джорджа Фіндо (Кенія) — 3-2
- У півфіналі програв Анхелю Еррера Вера (Куба) — 0-5